# Steve Tisch
Steve Tisch, de son vrai nom Steven Elliot Tisch, est un producteur de cinéma et un homme d'affaires américain né le 14 février 1949 à Lakewood (New Jersey). Il est également président et vice-président exécutif de la franchise des Giants de New York évoluant en National Football League dont sa famille est copropriétaire.

## Biographie
Steve Tisch est le fils de Preston Robert Tisch (en), un des fondateurs de Loews Corporation et un des propriétaires de l'équipe de football américain des Giants de New York.
Il fait ses études à l'université Tufts et commence sa carrière chez Columbia Pictures. En 1976, il quitte Columbia et s'associe quelques années après avec Jon Avnet, avec qui il produit Risky Business de Paul Brickman, qui lança la carrière de Tom Cruise. En 1986, il crée sa propre société de production.

## Filmographie
- 1977 : Un couple en fuite de Richard T. Heffron
- 1978 : Almost Summer de Martin Davidson
- 1980 : Coast to Coast de Joseph Sargent
- 1983 : Le Coup du siècle de William Friedkin
- 1983 : Risky Business de Paul Brickman
- 1986 : Soul Man de Steve Miner
- 1988 : Hot to Trot de Michael Dinner
- 1988 : Quand les jumelles s'emmêlent de Jim Abrahams
- 1989 : Les Années copain de Martin Davidson
- 1990 : Bad Influence de Curtis Hanson
- 1990 : Un ange de trop de James D. Parriott
- 1994 : Corrina, Corrina de Jessie Nelson
- 1994 : Forrest Gump de Robert Zemeckis
- 1996 : Escroc malgré lui de Garry Marshall
- 1996 : Au revoir à jamais de Renny Harlin
- 1997 : Postman de Kevin Costner
- 1997 : Wild America de William Dear
- 1998 : Nico the Unicorn de Graeme Campbell
- 1998 : American History X de Tony Kaye
- 1998 : Arnaques, Crimes et Botanique de Guy Ritchie
- 1999 : Wayward Son de Randall Harris
- 2000 : Les Légendes de Brooklyn de Martin Davidson
- 2000 : Snatch : Tu braques ou tu raques de Guy Ritchie
- 2003 : Alex et Emma de Rob Reiner
- 2005 : The Weather Man de Gore Verbinski
- 2006 : À la recherche du bonheur de Gabriele Muccino
- 2008 : Sept vies de Gabriele Muccino
- 2009 : L'Attaque du métro 123 de Tony Scott
- 2009 : Prédictions d'Alex Proyas
- 2010 : Le plan B d'Alan Poul (en)
- 2012 : Tous les espoirs sont permis de David Frankel
- 2014 : Equalizer d'Antoine Fuqua
- 2014 : Sex Tape de Jake Kasdan
- 2015 : Jet Lag (Unfinished Business) de Ken Scott
- 2017 : The Upside de Neil Burger
- 2018 : Equalizer 2 d'Antoine Fuqua
- 2019 : Troop Zero de Bert & Bertie
- 2021 : Dr Death (mini-série)
- 2021 : Being the Ricardos d'Aaron Sorkin
- 2021 : A Journal for Jordan de Denzel Washington
- 2022 : The Man from Toronto de Patrick Hughes
- 2023 : Equalizer 3 (The Equalizer 3) d'Antoine Fuqua
- 2026 : Masters of the Universe de Travis Knight

## Vie privée
Tisch a été marié à deux reprises, son premier mariage se terminant par un divorce après avoir eu deux enfants.
En 1996, Tisch épouse Jamie Leigh Anne Alexander (en). Ils divorcent après avoir eu trois enfants, deux filles et un garçon.

## Distinctions
- Oscars 1995 : Oscar du meilleur film pour Forrest Gump, conjointement avec Steve Starkey et Wendy Finerman
- BAFTA 1995 : nomination de Forrest Gump pour le BAFA du meilleur film